# Jelisej (Fomkin)
Jelisej (světským jménem: Alexandr Jevgeněvič Fomkin; * 8. května 1963, Volgograd) je ruský duchovní Ruské pravoslavné církve a biskup urjupinský a novoanninský.

## Život
Narodil se 8. května 1963 ve Volgogradu.
Roku 1980 dokončil střední školu č. 29 ve Volgogradu. V letech 1981–1983 sloužil v řadách Sovětské armády. Poté pracoval jako mechanik, elektrikář a účastnil se geologických průzkumných výprav na Dálném severu.
V letech 1991–1992 studoval na Volgogradském duchovním učilišti. Dne 2. srpna 1992 byl v chrámu Kazaňské ikony Matky Boží ve Volgogradu arcibiskupem volgogradským a kamyšinským Germanem (Timofejevem) rukopoložen na diákona a 9. srpna na jereje.
Od 8. srpna 1992 do února 1993 byl duchovním chrámu Životodárné Trojice monastýru Svatého Ducha ve Volgogradu. Od roku 1992 byl také představeným chrámu svatého Mikuláše a roku 1993 se stal představeným chrámu svatého Tichona Moskevského ve městě Volžskij.
V květnu 1994 mu bylo uděleno právo nosit nabedrenik a kamilavku.
V letech 1994–2000 byl zpovědníkem monastýru Nanebevstoupení Páně v Dubovce.
Dne 19. dubna 1995 byl v katedrálním chrámu Kazaňské ikony Matky Boží ve Volgogradu arcibiskupem Germanem postřižen na monacha se jménem Jelisej na počest svatého proroka Elíši.
Od 19. srpna 1995 se stal představeným chrámu svaté velikomučednice Paraskevy ve Volgogradu. Zde působil až do 5. února 1997. V srpnu 1995 byl také jmenován zpovědníkem volgogradské eparchie.
Dne 17. června 1996 byl ustanoven představeným farnosti svatého Jana Kronštadského, podvorje Kamenno-Brodského monastýru a 27. srpna zástupcem představeného tohoto monastýru.
Dne 2. dubna 1997 se stal blagočinným Monastýrského okruhu.
V letech 1997–2001 absolvoval dálkové studium na Petrohradském duchovním semináři. Poté pokračoval ve studiu na Petrohradské duchovní akademiii. Zde obhájil dizertační práci na téma „Monastýry volgogradské eparchie: historie a současná situace“.
V dubnu 1999 mu bylo uděleno právo nosit náprsní kříž.
Dne 11. května 2004 byl povýšen na igumena.
Roku 2009 se zúčastnil Místního soboru Ruské pravoslavné církve.
V květnu 2009 mu bylo uděleno právo nosit epigonation.
Dne 5. října 2011 byl ustanoven představeným Kamenno-Brodského monastýru.
Dne 15. března 2012 jej Svatý synod zvolil biskupem urjupinským a novoanninským. Dne 18. března 2012 byl v chrámu Krista Spasitele v Moskvě povýšen na archimandritu.
Dne 29. března 2012 byl v chrámu Vladimirské ikony Matky Boží při Patriarchální rezidenci v Moskvě oficiálně jmenován biskupem a 31. března 2012 proběhla v chrámu Tichvinské ikony Matky Boží v Alexejevském (Moskva) jeho biskupská chirotonie. Světiteli byli patriarcha moskevský Kirill, metropolita saranský a mordovský Varsonofij (Sudakov), metropolita volgogradský a kamyšinský German (Timofejev), biskup solněčnogorský Sergij (Čašin), biskup podolský Tichon (Zajcev) a biskup voskresenský Savva (Michejev).